# Бишофит
Бишофи́т — минерал, источник водного хлорида магния.

## Общие сведения
Бишофит — минерал (магниевая соль), который широко используется в народном хозяйстве, строительстве и в медицине. Впервые был обнаружен в виде компонента в знаменитых штасфуртских соленосных отложениях Германии немецким геологом и химиком Карлом Оксениусом (нем. Carl Ochsenius, 1830—1906), который и назвал его по имени знаменитого немецкого химика и геолога Карла Густава Бишофа (Bischof), чтобы увековечить имя последнего за его заслуги в химии и геологии. Датой официального открытия бишофита считается 1877 год. В первые десятилетия после открытия бишофит считался редким минералом, однако в 1930—50-х годах в Поволжье были обнаружены обширные залежи бишофита, а в 90-х годах XX столетия в Полтаве открыто самое древнее и глубокое месторождение минерала, глубина залегания которого 2,5 км.
Он легко растворяется в воде и поэтому добывается способом подземного выщелачивания: растворением артезианской водой (выщелачиванием) сухого подземного пласта минерала на глубине залегания. Полученный рассол перекачивается наверх. Однако при его перекачке по трубопроводам, за счёт высокой реакционной способности происходит окисление железа труб и раствор насыщается ионами железа. Также железо содержится и в самом бишофите, вследствие чего раствор приобретает желтоватый оттенок. При стоянии бишофита цвет может измениться (потемнеть) за счёт продолжающихся процессов окисления.
Кристаллы бишофита встречаются очень редко, в основном же он образует белые или бесцветные зернистые, волокнистые, листоватые агрегаты, горько-солёные на вкус. Бишофит гигроскопичен, поэтому на воздухе кристаллы быстро впитывают влагу и расплываются.

## Месторождения бишофита
Месторождения бишофита отличаются по составу: некоторые из них — это солеродные бассейны, где бишофит находится в смеси с различными минералами (смешанные). Это так называемые бишофитсодержащие породы, например, карналлит-бишофитные породы, которые имеют розовато-буровато-жёлтый и оранжево-красный цвет, связанный с тонкими включениями пылевидного гематита. Сопутствующие минералы: галит, кизерит, ангидрит. В этих породах содержится 36—58 % бишофита. Карналлитовая область находится в Штасфурте (Германия), где бишофит впервые был обнаружен, а карналлит — один из главнейших минералов в калийных соляных месторождениях (в России это Верхнекамское месторождение в Пермском крае).
Но есть и мономинеральные месторождения, «чистые» залежи бишофита, где его около 93—96 %. Таких мест очень мало. Одно из них — в России, в Волгоградской области (Светлоярский соляной купол). Два других — на Украине, в Полтавской области (глубина залегания пласта 2,5 км) и Новоподольское месторождение в Черниговской области. По данным государственного комитета по запасам Украины, мощность пласта Новоподольского месторождения бишофита составляет 10-30 м, с глубиной залегания 2280—2400 м и общими запасами 1,549 млрд тонн.

## Применение
Бишофит применяется в производстве искусственного камня (плитка, блоки), в нефтедобыче — для приготовления тампонажных и твердеющих смесей, в химической промышленности — для получения соединений магния повышенной чистоты, в ЖКХ — как противогололёдный реагент, для борьбы с амброзией. Благодаря своим антигололёдным свойствам бишофит широко применяется для предотвращения примерзания и смерзания сыпучих грузов (угля, руды и т. д.) в зимнее время.

### В дорожном хозяйстве
Бишофит иногда используется в качестве противогололёдного реагента, однако ряд исследований и решений российских государственных органов указывают на высокую токсичность этого вещества и его потенциальный вред для окружающей среды и здоровья людей. По данным Федеральной службы по надзору в сфере природопользования (Росприроднадзор), бишофит может относиться ко второму классу опасности, что приравнивает его к высокоопасным веществам, запрещённым к применению в дорожном хозяйстве согласно действующим нормам. Кроме того, в ходе экологических экспертиз неоднократно отмечалось, что высокое содержание тяжёлых металлов и галогенов (в том числе брома и йода) повышает коррозионное воздействие бишофита на металлические конструкции и дорожное покрытие.
В 2004 году власти Москвы объявили об отказе от применения бишофита как противогололёдного состава, сославшись на критический уровень засоления почв, негативное влияние на городскую флору и высокую вязкость растворов хлористого магния. По свидетельствам экспертов, из-за образующейся «мыльной» плёнки на дорогах коэффициент сцепления шин с покрытием может заметно ухудшаться, что способно приводить к увеличению аварийности. В других российских городах применение бишофита также вызывало общественные протесты из-за скользкой плёнки на проезжей части, повреждения автомобилей и возможного негативного воздействия на здоровье горожан.
В ходе серии экспертиз, проведённых в Москве в 2012–2013 годах, были выявлены повышенная коррозионная активность хлорида магния и наличие в бишофитах более 70 элементов таблицы Менделеева, среди которых — тяжёлые металлы. Как указывается в заключениях специалистов, накопление таких элементов может приводить к аллергическим реакциям, расстройствам дыхательных путей и поражениям щитовидной железы у человека. В 2013 году Федеральная служба по надзору в сфере природопользования повторно подтвердила негативное воздействие бишофита и отметила, что его применение в крупных городах несёт высокие экологические и социальные риски.
Ссылаясь на опыт Москвы и других регионов, ряд специалистов считает, что использование бишофита при зимней уборке дорог может приводить к увеличению транспортных происшествий, засолению почвы и гибели некоторых видов растений. В результате во многих российских городах применение хлорида магния не получило официального разрешения или было прекращено после негативных отзывов со стороны экологов, автомобилистов и общественных организаций.

### В строительстве
Бишофит используется в производстве ксилолита — для наливных полов, некоторых литых изделий — плитка, подоконники и др. Также бишофит применяется в производстве стекломагниевых листов (СМЛ).

### В медицине
В России и Украине существует группа медицинских работников, отстаивающих точку зрения, что морская соль — бишофит имеет лечебные свойства. Они называют процедуры с использованием этой соли — бишофитотерапия. Ими написано множество рекомендаций различных вариантов его применения при различных заболеваниях. Например, некоторые медики назначают ванны и компрессы пропитанные раствором этой морской соли при артрозе или артрите, или пытаются «протолкнуть» молекулы хлорида магния сквозь кожу при помощи таких средств Российской физиотерапии как электро-, фоно-, магнитофорез. Хотя сама возможность такого введения веществ подвергается сомнению со стороны их коллег. Иногда «бишофитотерапевты» назначают пить раствор этой морской соли при недостатке минералов, однако большинство врачей использует для этого таблетированные минералы, чтобы легче контролировать дозировку.
Современные клинические исследования не подтверждают лечебных эффектов как электро-, фоно-, магнитофореза, так и эффективность ванн с минеральной водой и растворёнными солями при остеоартрите и ревматоидном артрите.
Приём минеральных ванн с бишофитом противопоказан при сердечно-сосудистой недостаточности II—III степени, выраженном склерозе сосудов головного мозга, сердца, почек, ишемической болезни сердца в стадии обострения, а также при кожных заболеваниях и новообразованиях. Отменяют процедуру в тех случаях, когда у больных возникают явления так называемого бромизма (насморк, кашель, конъюнктивит, кожная сыпь, общая слабость), а также если ванны вызывают ускоренное сердцебиение, головокружение, головную боль, учащение дыхания, обострение болезни.
В исследовании, проведённом в Волгограде в 1995 году на животных было установлено, что бишофит повышает содержание в организме магния при его дефиците. В диссертации также указано, для усиления его действия нужны «энганцеры» (слово, значение которого известно только автору диссертации, возможно, происходит от английского слова enhancer — усилитель). Указывается также его токсическое действие (в больших дозах) на печень и почки при приёме внутрь перорально. Также есть свойство эмбриотоксичности.
Исследованиями установлено, что неочищенный бишофит является более токсичным, по сравнению с очищенным (более чем в 2 раза). В настоящее время известно несколько способов очистки бишофита, в России запатентован один способ и подана патентная заявка на другой способ. Ещё одна методика была предложена американскими учёными.
Исследования показывают, что при анкилозирующем спондилоартрите ванны с минеральной водой не помогают, их эффект равен эффекту ванн с простой водой без минералов, зато регулярная лечебная физкультура имеет эффект уменьшения боли и увеличения подвижности суставов.